# Laëtitia Le Corguillé
Laëtitia Le Corguillé, née le 29 juillet 1986 à Saint-Brieuc, est une championne de BMX.

## Biographie
Elle commence le BMX en 1991 avec sa sœur jumelle Audrey et en prenant l'exemple de son grand frère (Emeric). Elle intègre le pôle France de BMX situé à Aix-en-Provence en 2005, pour y suivre un entrainement intensif en vue des Jeux olympiques de Pékin, où le BMX fait partie pour la première fois du programme olympique.
Elle y remporte la médaille d'argent derrière l'autre Française Anne-Caroline Chausson et devant l'américaine Jill Kintner.
En janvier 2011, elle annonce sa décision de quitter le Pôle France BMX d'Aix en Provence.
Elle est sélectionnée pour représenter la France aux Jeux olympiques d'été de 2012. Elle participe à l'épreuve de BMX où elle termine à la quatrième place. Elle annonce la fin de sa carrière en 2013.
Puis en 2014, elle reprend la compétition après une grossesse et ambitionne une participation aux Jeux olympiques d'été de 2016 de Rio de Janeiro. Malheureusement, elle se blesse en avril 2016 lors de la coupe du monde à Manchester et est atteinte d'une fracture au calcanéum. La convalescence ne lui permet pas d'espérer pouvoir y figurer. Elle annonce dans la foulée l'arrêt de sa carrière.
En septembre 2016, elle épouse Florent Boutte.

## Palmarès

### Jeux olympiques
- Pékin 2008
  -  Médaillée d'argent en BMX
- Londres 2012
  - 4e du BMX

### Championnats du monde
- 2004
  -  Médaillée d'argent en BMX juniors
- 2005
  -  Médaillée de bronze en BMX
- 2006
  -  Championne du monde Cruiser
  - 8e du championnat du monde de BMX
- 2007
  - 8e du championnat du monde de BMX
- 2008
  - 8e du championnat du monde de BMX
- Pietermaritzburg 2010
  - 7e du championnat du monde de BMX
- Copenhague 2011
  - 10e du championnat du monde de BMX
- Birmingham 2012
  - 17e du championnat du monde BMX

### Coupe du monde
- 2007 : 1re, vainqueur d'une manche
- 2008 : 2e, vainqueur d'une manche
- 2009 : 1re, vainqueur de deux manches
- 2010 : 1re, vainqueur de trois manches
- 2011 : 30e
- 2012 : 5e
- 2015 : 20e
- 2016 : 26e

### Championnats d'Europe
- Championne d'Europe de BMX juniors : 2004
- Championne d'Europe de BMX : 2005, 2006 et 2008

### Championnats de France
- Championne de France de BMX : 2006, 2008, 2009 et 2010
- Championne de France Cruiser : 2004 et 2005